# Huis op tafel
Huis op tafel is een kunstwerk uit 1999 gelegen op de rotonde Wethouder Schoutenweg/Erasmusweg in de plaats Culemborg. Het is een werk van het duo Koopman & Bolink.
Het werk bestaat uit een roestvrijstalen tafel, met op een van de hoeken een roestvrijstalen huisje, waaruit een gouden rookpluimpje komt. Het huisje heeft overeenkomsten met het monument Noordoostpolder, ook een werk van Koopman & Bolink. Ook dit rookpluimpje draait met de wind mee.